# 刘致远 (1904年)
刘致远（1904年—1955年2月6日），原名刘进邦，山东潍县（今属潍坊）人。中华人民共和国政治人物。

## 生平
1933年5月，加入中国共产党。1925年在青岛英美烟草公司当工人时参加五卅运动。1926年入直鲁联军第8军军官教导团学习，后曾任连长、后入冯玉祥部任3旅5团副团长兼营长、代理团长等职。1932年，参加反帝大同盟，1933年8月，率部接受察哈尔抗日同盟军改编，任第8师副师长，第18师师长，第2军军长。1934年赴上海党中央机关先后负责情报、保卫、交通工作和在上海军委工作，1936年12月到延安入中国人民抗日军政大学第一大队学习兼十一队军事教员。
抗日战争时期，1937年10月奉中共中央指示来山东工作，历任山东省第二区参议，鲁西北抗日游击司令部第10支队机枪营营长、2团团长，中共鲁西区特委书记，同年11月八路军第129师先遣纵队参谋长。1939年夏，任延安抗大一分校三支队副支队长。1940年4月，任鲁西军区第4分区司令员，运东军分区司令员，兼运东专署专员，冀鲁豫军区第1分区司令员兼独立1旅旅长。先后参加了鲁西区1940年秋季、1941年春季反扫荡战役，冀鲁豫边区1943年秋季反扫荡战役和1945年晋冀鲁豫边区大反攻。第二次国共内战期间，1945年11月，任冀鲁豫军区副司令员。1949年2月任冀豫军区司令员，参加了淮海战役。
中华人民共和国成立后，任平原军区司令员，1953年2月至1955年2月任山西省军区第一副司令员。1955年2月6日在太原因脑溢血病逝。